# HMS Hood (51)
HMS Hood (51) var en slagkryssare i Storbritanniens flotta av Admiral-klass uppkallad efter Samuel Hood och den brittiska flottans största örlogsfartyg under det andra världskriget, både till bestyckning och till deplacement. Senare under kriget endast överträffat av tyska slagskeppen Bismarck och Tirpitz, samt japanska Yamato och dess systerfartyg Musashi. Hon sänktes under slaget om Danmarksundet av Bismarck den 24 maj 1941.

## Historia

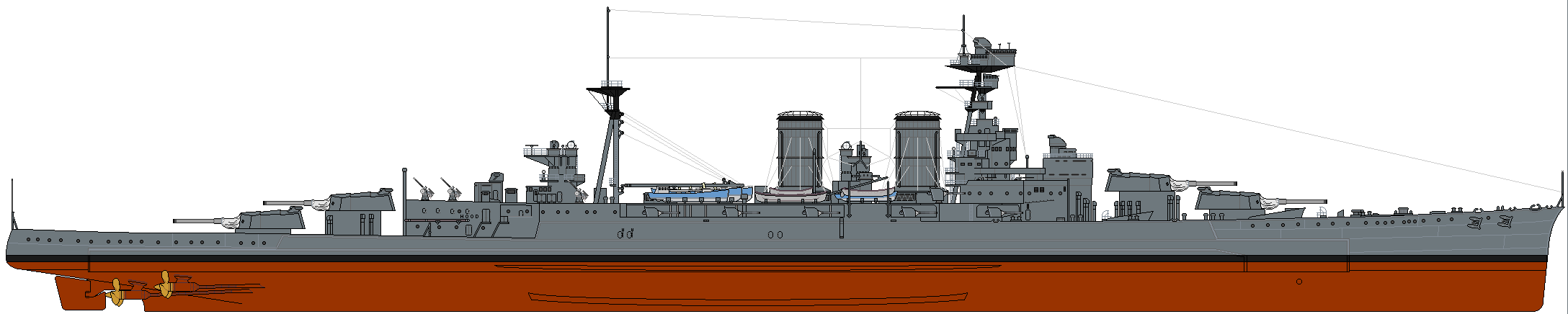
Profilritning av Hood som hon såg ut år 1921, i sin mörkgråa atlantflottefärg.

HMS Hood hade kommit på ritbordet 1916, mitt under första världskriget. Samma år utspelades första världskrigets enda större sjöslag, slaget vid Jylland. Även om den brittiska hemmaflottan då förhindrade att en större tysk eskader skulle kunna ta sig ut på Atlanten (slaget vid Jylland kunde ses som en förövning för ett sådant tyskt företag, sjöslaget stod som namnet anger utanför danska västkusten) var det britterna som förlorade något fler fartyg under själva slaget, vilket fick brittiska amiralitetet att förstärka främst sin nyproduktion.
HMS Hood förbättrades därför på en rad punkter och när det 1921 var redo att tas i bruk var det en pansarjätte världen tidigare aldrig skådat. Fartyget var med sitt deplacement på 45 200 ton och mycket kraftiga bestyckning sin tids största örlogsfartyg med drygt 1 500 mans besättning. Vid ibruktagandet räknades fartyget (av brittiska amiralitetet) som en snabb-slagkryssare. Senare som slagskepp, men det finns inga specifika regler.
När världen åter stod inför ett världskrig tjänstgjorde det nu än mer förstärkta fartyget bland annat i Operation Katapult, sänkningen av den franska flottan vid Mers-el-Kébir den 2 juli 1940, 18 dagar efter Frankrikes förödmjukande nederlag till Tyskland den 14 juni 1940. Och fartyget blev känt som The Mighty Hood.

## Slaget om Danmarkssundet
Under andra världskriget var den tyska flottan mycket mindre än på kejsar Wilhelm II:s tid. Den kejserliga tyska flotta som byggts upp under 1890- och 1900-tal av amiral von Tirpitz stod vid första världskrigets utbrott inte den brittiska långt efter. Men 1939 var bara den del av Storbritanniens flotta som kallades Home Fleet överlägsen den tyska flottan, åtminstone sett till storlek. 
Men det brittiska amiralitetet hade redan sedan krigsutbrottet oroat sig över ett varv i Danzig, där flygspaning visat att Tyskland höll på med uppförandet av ett par mycket kraftfulla slagskepp. De där tidigare byggda slagkryssarna Scharnhorst och Gneisenau hade tidigare givit de brittiska örlogseskorterna av den transatlantiska konvojtrafiken mycket stora bekymmer. Därför fruktade nu det brittiska amiralitetet de två ännu kraftfullare slagskepp som var under byggnad (det nästan färdigställda Bismarck och hennes systerfartyg Tirpitz). 
När den brittiska flygspaningen på förmiddagen den 18 maj 1941 upptäckte att det först färdigbyggda slagskeppet Bismarck försvunnit från Danzig tillsammans med den tunga kryssaren, Prinz Eugen, så slog det brittiska amiralitetet högsta larm. Bismarck fick under inga omständigheter nå den öppna Atlanten, där fartyget skulle kunna störa konvojtrafiken mellan USA och Storbritannien än värre än Scharnhorst och Gneisenau hade gjort.
Fartygen återfanns två dagar senare - mycket oroande ur brittiskt perspektiv utanför Östersjön. Och när man fann att Bismarck bunkrade i den västnorska staden Bergen, så blev man övertygade om att hon och Prinz Eugen skulle försöka nå Atlanten via vattnen mellan Skottland och Island eller mellan Island och Grönland. Den tyska eskadern valde också vägen norr om Island, Danmarkssundet.
Nu sände amiralitetet ut en mindre brittisk armada från sin skotska marinbas Scapa Flow - utöver sitt flaggskepp HMS Hood även slagskeppen HMS King George V, och HMS Prince of Wales samt slagkryssaren HMS Repulse, de båda kryssarna HMS Suffolk och HMS Norfolk samt sex jagare och hangarfartyget HMS Victorious (R38)(en) för att försöka stoppa de båda tyska fartygen att nå Atlantens mer sydliga breddgrader. 
Den tyske befälhavaren, som befann sig ombord på Bismarck var amiral Günther Lütjens (Bismarcks fartygschef var kommendörkapten Lindemann). Den brittiska eskaderns befälhavare var baronen och amiralen John Tovey som dock ledde operationerna från basen i Scapa Flow. Viceamiral Lancelot Holland förde befäl ombord på HMS Hood, det kraftigaste bestyckade av de brittiska fartygen.
Medan den brittiska flottan formerade sig meddelade flygspaningen den 22 maj att Bismarck lämnat Bergen. Klockan 19:22 på kvällen den 23 maj får kryssaren HMS Suffolk kontakt med de båda tyska fartygen. En timme senare är det HMS Norfolks tur att få syn på tyskarna, och nu öppnar Bismarck eld, men HMS Norfolk undkommer helskinnad. Vid midnatt meddelar viceamiral Holland ombord på HMS Hood att de befinner sig cirka 120 distansminuter söder om Bismarck. Men för några timmar är tyskarna som uppslukade av havet. Klockan 02:47 får HMS Suffolk in Bismark på sin radar igen och i gryningen den 24 maj 1941 får både HMS Hood och HMS Prince of Wales tillsammans med flera av sina sex jagare syn på Bismarck och Prinz Eugen. Avståndet är cirka 17 distansminuter eller omkring 30 km. Klockan är omkring 05:35. Ytterligare 18 minuter senare, klockan 05:52 inleder de brittiska fartygen ledda av viceamiral Holland på HMS Hood beskjutningen av i första hand Bismarck. 

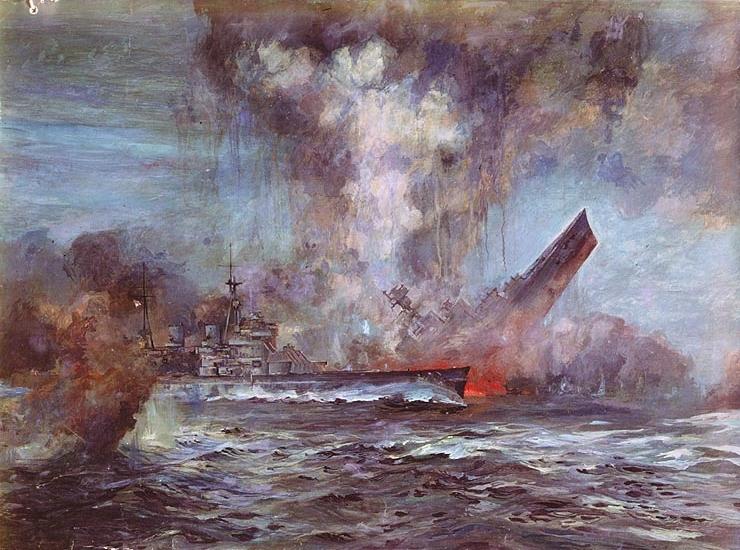
Sänkningen av Hood. På förgrunden är Prince of Wales.

Hoods akilleshäl var det horisontella pansarskyddet som var långt ifrån tillräckligt. Under första världskriget hade flera slagfartyg i brittiska flottan exploderat till följd av fientliga granater som från långt håll slagit ner med brant vinkel och detonerat i ammunitionsförråden. Hoods befälhavare, Amiral Holland, var medveten om denna svaghet och sökte därför så snabbt som möjligt korta stridsavståndet genom att styra rakt mot Bismarck när hon siktades tidigt på morgonen den 24 maj. Denna taktik hade nackdelen att endast de förliga pjäserna bar på målet. Dessutom är det lättare att placera granater rätt i sidled än i längsled, varför Hood och Prince of Wales utgjorde ett lättare mål för Bismarcks och Prinz Eugens bredsidor eftersom de brittiska fartygen exponerade hela sin längd för de inkommande granaterna. De tyska slagsfartygens eld låg snabbt rätt, och även om händelseförloppet inte är helt klarlagt så är det troligt att en av Bismarcks 800 kg tunga granater letade sig ner i Hoods ammunitionsförråd och exploderade med katastrofal följd. Hood, den brittiska flottans stolthet, bröts i två delar av den kraftiga explosionen och sjönk under loppet av några minuter. Från HMS Suffolk rapporteras den för britterna förskräckliga nyheten om att The Mighty Hood sjunkit på endast tre minuter och endast åtta minuter efter HMS Hood och HMS Prince of Wales själva inlett eldgivningen. I denna katastrof, den värsta i brittisk örlogshistoria, överlevde av besättningen på 95 officerare och 1 395 manskap endast tre, sjökadetten William John Dundas (1921–1965), matrosen Robert Ernest Tilburn (1921–1995) och signalmannen Ted Briggs (1923–2008). Även HMS Prince of Wales har fått svåra skador och med de två största brittiska fartygen ur leken, HMS Repulse och HMS King George V över 100 nautiska mil från platsen, hade den brittiska Home Fleet fått nog för den dagen. HMS Suffolk, HMS Norfolk, det skadade HMS Prince of Wales samt de jagare som deltagit i striden drar sig undan efter mindre än 10 minuters strid. Amiral Lütjens kunde nu tillsammans med den likaledes oskadda Prinz Eugen förfölja sina tidigare anfallare, men Lütjens prioriterade istället sina order om att nå Atlantens sydligare latituder fortast möjligt. 
Engelsmännen sätter nu in nära nog allt vad man har av sin Home Fleet och efter att en stor mängd sjöstridsplan den 26 maj skadat Bismarcks roder går även Bismarck sitt öde till mötes i Biscayabukten klockan 10:40 den 27 maj. Av de cirka 2 300 ombordvarande överlever bara drygt 100 (trots att Biscaya i slutet av maj är ett avsevärt varmare hav än Danmarks sund och att ett stort antal brittiska fartyg kunde hjälpa Bismarcks besättning). Prinz Eugen lyckas dock nå hamnen i Brest den 1 juni.

## HMSHoodidag
Vraket av Hood lokaliserades sommaren 2001 på omkring 3 600 meters djup av en brittisk expedition, och en minnesplakett fästes på skrovet.